# Crotonyl-coenzyme A
La crotonyl-coenzyme A, abrégée en crotonyl-CoA, est le thioester de l'acide crotonique avec la coenzyme A. C'est un intermédiaire dans la fermentation de l'acide butyrique ainsi que dans le métabolisme de la lysine et du tryptophane.